# Хантер-Кіллер
«Хантер-Кіллер» (також «Гантер кіллер»; англ. Hunter Killer) — американський бойовик Донована Марша. У головних ролях знялися Ґері Олдмен і Джерард Батлер. Сюжет фільму заснований на романі Дона Кіта та Джорджа Воллеса «Точка обстрілу» та розповідає про групу спецпідрозділу американських «морських котиків» які рятують викраденого російського президента від військового перевороту.
«Хантер-Кіллер» вийшов у прокат у США 26 жовтня 2018 року від дистриб'ютора «Summit Entertainment». Фільм не зібрав великого бокс-офісу й не зміг окупитися. Серед критиків стрічка отримала змішані відгуки, які описали фільм як «невибагливий екшн», якому, «з одного боку, бракує продуманості у розкритті складних міжнародних реалій, а з другого — в його режисурі нема того шпрайсу, як для другорядного бойовика, з яким можна згаяти час».
Прокат фільму в Україні заборонило Держкіно відповідно до закону «Про кінематографію». Український закон забороняє популяризацію або пропаганду російських військ, створення позитивного образу військових держави-агресора.

## Сюжет
В Арктиці, під час операції з переслідування російського підводного човна «Коник» (клас «Щука-Б», «Акула» за класифікацією НАТО), у Баренцевому морі біля Кольського півострова втрачений підводний човен ВМФ США «Тампа-Бей» (Tampa Bay; клас «Лос Анджелес» SSN-688(I), тип Hunter Killer). Після анексії Криму та інтервенції в Сирії Пентагон не знає, чого очікувати від російської влади. Підводний човен «SSN-800 Arkansas» класу «Вірджинія» типу «Hunter Killer» під командуванням амбітного капітана Джоя Гласса (Джерард Батлер) вирушає на пошуки зниклої субмарини. Команда «Arkansas» виявляє торпедовану субмарину «Tampa Bay» і поруч пошкоджений вибухом зсередини російський підводний човен «Коник». Їхнє становище погіршується, коли вони потрапляють у засідку іншого російського підводного човна, «Волков», що захований під айсбергом. Його командир (Стефан Іванов) випускає дві торпеди по «Арканзасу», mале американцям вдалося завдати удару помсти та евакуювати частину екіпажу «Коніка», що вижив, включаючи капітана Сергія Андропова (Мікаель Найквіст), за допомогою батискафа. Тим часом підрозділ «морських котиків» США таємно десантується та обстежує російську військову базу Північного морського флоту в місті Полярний, де перебуває президент Росії Микола Закарін. З'ясовується, що в результаті змови у вищих колах російського уряду, очолюваної міністром оборони Росії адміралом Дмитром Дуровим, був захоплений у заручники президент Росії Закарін, якого утримують у Полярному. Операція з підривом «Коника» й торпедуванням «Tampa Bay» була частиною змови Дурова для розв'язання війни.
«Морським котикам» вдалося звільнити президента Закаріна й за допомогою батискафа евакуювати його на «Arkansas». Дуров наказує знищити американську субмарину. Росія і США готуються до масштабного протистояння на морі. Російський есмінець «Демченко» атакує підводний човен торпедами. Капітан Гласс не стріляє у відповідь, оскільки обіцяв Андропову не вбивати російських моряків. «Arkansas» отримує пошкодження, але капітан Андропов виходить на зв'язок з екіпажем російського есмінця по радіо й «Демченко» припиняє атаку. «Arkansas» спливає поруч з есмінцем. До екіпажу есмінця звертається по радіо і президент Закарін. Дуров стріляє по підводному човну з наземних установок. Американська армія готова завдати удару по Росії. В останній момент ракети, що летіли до субмарини, були знищені екіпажем есмінця, щоб захистити президента Росії від Дурова. Потім есмінець завдав удару по командному центру в Полярному, в результаті чого Дуров гине. Російський флот відступає. Закарін віддає прямий наказ ВВС закрити Полярний.
У фінальному епізоді фільму капітани Гласс і Андропов, стоячи на американському підводному човні, прощаються — вони тільки що запобігли ядерній війні.

## У ролях
- Джерард Батлер — капітан «Арканзасу» Джо Гласс
- Ґері Олдмен — адмірал ВМС США Чарльз Донеган
- Common — контр-адмірал Джон Фіск
- Мікаель Ніквіст — капітан Сергій Андропов
- Христо Міцков — Оператор гідролокатора Волкова
- Стефан Іванов — капітан Волкова
- Лінда Карделліні — Джейн Норквіст, старший аналітик Агентства національної безпеки
- Михайло Горевий — міністр оборони РФ Дмитро Дуров
- Олександр Дяченко — президент Росії Микола Закарин
- Майкл Трукко — Девін Голл
- Раян Макпартлін — Метт Джонстон
- Керолайн Гудолл — президент США Ілен Довер
- Зейн Гольц — Мартінеллі
- Лонні Рашид Лінн-молодший — адмірал Фіск
- Шейн Тейлор — Тернер
- Ігор Жижикін — лейтенант Третяк
- Юрій Колокольников — Олег
- Космо Джарвіс — оператор фотометра
- Тейлор Джон Сміт — оператор сонара

## Заборона на показ в Україні
Фільм мав вийти в широкий український прокат; дистриб'ютор — «Кіноманія». Згодом стало відомо, що прокатне посвідчення на демонстрацію фільму на території України не буде видано. Експертна комісія з питань розповсюдження і демонстрування фільмів при Держкіно визнала стрічку такою, що «популяризує російську армію та спецслужби» і таким чином порушує «Закон України «Про кінематографію»».